# Lettischer Meister (Eishockey)
Der lettische Meister im Eishockey wird in der lettischen Eishockeyliga ausgespielt.

## Bisherige Meister
- 2021/22: HK Zemgale
- 2020/21: HK Olimp Riga
- 2019/20: HK Kurbads
- 2018/19: HK Mogo
- 2017/18: HK Kurbads
- 2016/17: HK Kurbads
- 2015/16: HK Liepāja
- 2014/15: HK Mogo
- 2013/14: HS Prizma Riga
- 2012/13: HK SMScredit
- 2011/12: HK Liepājas Metalurgs
- 2010/11: HK Liepājas Metalurgs
- 2009/10: Dinamo-Juniors Riga
- 2008/09: HK Liepājas Metalurgs
- 2007/08: HK Liepājas Metalurgs
- 2006/07: HK Riga 2000
- 2005/06: HK Riga 2000
- 2004/05: HK Riga 2000
- 2003/04: HK Riga 2000
- 2002/03: HK Liepājas Metalurgs
- 2001/02: HK Liepājas Metalurgs
- 2000/01: HK Riga 2000
- 1999/00: HK Liepājas Metalurgs
- 1998/99: HK Nik’s Brih Riga
- 1997/98: HK Nik’s Brih Riga
- 1996/97: Latvijas Bērzs/HK Essamika Ogre
- 1995/96: Alianse Riga
- 1994/95: HK Nik’s Brih Riga
- 1993/94: HK Pardaugava Riga
- 1992/93: HK Pardaugava Riga
- 1991/92: HK Saga Kekava
- 1944/90: nicht ausgetragen
- 1943/44: US Riga
- 1942/43: nicht ausgetragen
- 1941/42: US Riga
- 1940/41: nicht ausgetragen
- 1939/40: US Riga
- 1938/39: ASK Rīga
- 1937/38: ASK Riga
- 1936/37: US Riga
- 1935/36: ASK Riga
- 1934/35: ASK Riga
- 1933/34: ASK Riga
- 1932/33: Unions Riga
- 1931/32: Unions Riga